# Aile
Aile (no Brasil: Aile: Laços de Paixão) é uma telenovela turca produzida pela Ay Yapım e exibida pela Show TV de 7 de março de 2023 a 30 de janeiro de 2024. A trama é escrita por Hakan Bonomo com a colaboração de Ali Kobanbay. Enquanto isso, Ahmet Katıksız e Gökçen Usta são responsáveis pela direção. Kıvanç Tatlıtuğ e Serenay Sarıkaya vivem os protagonistas da atração. O elenco conta ainda com os nomes de Nejat İşler, Canan Ergüder, Nur Sürer, Musa Uzunlar e muitos outros. 
A Madd Entertainment, uma joint venture criada pelas produtoras Med Yapım e Ay Yapım, é responsável pela distribuição internacional da produção.

## Enredo
A história de crianças solitárias amadas erroneamente e feridas pela família.
Aslan e Devin.
Fogo e pólvora se encontrando no lugar errado e na hora errada… Amor intenso e potencialmente destrutivo. Somos testemunhas há mil anos que, sempre que fogo e pólvora se juntam, se destroem. E às vezes a única maneira de reconstruir algo é destruindo-o primeiro. Nada mudou para Aslan e Devin também. A única maneira de começar uma família 'certa' é escapando das amarras de uma família 'errada'… No entanto, esta família é diferente… Esta é uma família construída com sangue e que se agarra às regras de Yusuf Soykan para sobreviver.
A família Soykan pensa ser uma família e se encontra na mesma mesa todas as noites...
Devin é uma psicóloga que caiu de paraquedas na casa de pessoas loucas…e talvez o único remédio seja juntar-se àquela mesa.
Aslan Soykan (Kıvanç Tatlıtuğ) pode ser o chefe da mais notória família criminosa de Istambul, mas à mesa de jantar, sua mãe, Hulya (Nur Sürer), é quem governa com mãos de ferro. Ela conseguiu manter o clã indisciplinado unido com um conjunto de tradições inquebráveis, sendo a principal: “Você não pode escapar da mesa!”. Tudo isso vira fumaça quando Aslan não comparece ao jantar em família por causa de uma mulher que acabou de conhecer, a bela psicóloga Devin Akın (Serenay Sarıkaya). Devin e Aslan se apaixonam, e, à medida que se aproximam, a psicóloga não consegue evitar diagnosticar sua nova família controversa. Mas será que uma psicóloga jogada bem no meio de um campo de batalha pode curar a todos? 
Em meio a tudo isso, Devin mantém uma relação conturbada com seus próprios familiares. Seu pai quer a todo custo se afastar das filhas e da ex-esposa, e sua irmã mais nova ainda se recupera do vício em drogas e das tentativas de suicídio. Ao mesmo tempo, sua mãe age sem pensar nas filhas e comete erro atrás de erro. 
Será que Devin conseguirá lidar com a problemática família Soykan sem se recuperar totalmente das suas próprias feridas?

## Elenco
- Kıvanç Tatlıtuğ - Aslan Soykan[4]
- Serenay Sarıkaya - Devin Akın[4]

## Exibição no Brasil
O folhetim foi adquirido pelo serviço de streaming HBO Max em 2023 e no dia 21 de outubro de 2024 a primeira temporada da produção chegou ao catálogo do mesmo já a segunda chegou no dia 18 de novembro de 2024.
Está sendo exibida pelo TNT Novelas desde 21 de julho de 2025, substituindo Rosário Tijeras.

## Antecedentes
A produtora Ay Yapım adquiriu os direitos da premiada série norte-americana The Sopranos para realizar um remake. Contudo, as negociações acabaram não avançando e o projeto ficou engavetado. Meses depois, o roteirista Hakan Bonomo foi anunciado como o responsável por escrever o próximo drama da empresa, o qual seria livremente insipirado na série de máfia da HBO.
A princípio, Özge Özpirinçci estava cotada para interpretar a psicológa Devin, porém o papel acabou ficando com Serenay Sarıkaya. Da mesma forma, Kıvanç Tatlıtuğ não foi o primeiro nome sondado para viver o mafioso Aslan. O ator İbrahim Çelikkol, até então, era o nome pensado para viver o controverso personagem. Todavia, a produção não conseguiu chegar a um acordo com o astro.

## Premiações
| Ano  | Premiação                       | Categoria                          | Resultado |
| ---- | ------------------------------- | ---------------------------------- | --------- |
| 2023 | Pantene Golden Butterfly Awards | Melhor Casal de TV (Aslan & Devin) | Venceu    |
| 2024 | Ayakli Gazette Ödülleri         | Melhor Série de Televisão          | Venceu    |